# Fotboll vid olympiska sommarspelen 1992
Fotboll vid olympiska sommarspelen 1992 i Barcelona, Spanien spelades 24 juli-8 augusti 1992. Tävlingen hade nu blivit en U 23-turnering. Spanien vann turneringen före Polen och Ghana.

## Kvalspel
Följande 16 lag kvalificerade sig för 1992 års olympiska fotbollsturnering:
| - Afrika (Caf) - Egypten - Ghana - Marocko · - Asien (AFC) - Sydkorea - Kuwait - Qatar · - Europa (Uefa) - Danmark - Italien - Sverige - Polen | - Nord- & Centralamerika (Concacaf) - Mexiko - USA · - Sydamerika (Conmebol) - Colombia - Paraguay · - Oceanien (OFC) - Australien · - Hemmalag - Spanien |

## Spelplatser
| Ort       | Anläggning     | Publikkapacitet |
| Barcelona | Camp Nou       | 98.787          |
| Barcelona | Sarrià         | 41.000          |
| Sabadell  | Nova Creu Alta | 20.000          |
| Valencia  | Luis Casanova  | 52.469          |
| Zaragoza  | La Romareda    | 34.596          |

## Domare
| Afrika - Lim Kee Chong - Mohamed Sendid Asien - Ali Bujsaim - Kiichiro Tachi Sydamerika - Juan Francisco Escobar - Márcio Rezende de Freitas - José Torres Cadena | Nord- och Centralamerika - Arturo Brizio Carter - Arturo Ángeles Europa - Fabio Baldas - Manuel Díaz Vega - Philip Don - Markus Merk - Lube Spassov |

## Laguppställningar
Huvudartikel: Spelartrupper i fotboll vid olympiska sommarspelen 1992

## Gruppspel

### Grupp A
| Nr | Lag     | S | V | O | F | GM | IM | MS | P |
| -- | ------- | - | - | - | - | -- | -- | -- | - |
| 1  | Polen   | 3 | 2 | 1 | 0 | 7  | 2  | +5 | 5 |
| 2  | Italien | 3 | 2 | 0 | 1 | 3  | 4  | −1 | 4 |
| 3  | USA     | 3 | 1 | 1 | 1 | 6  | 5  | +1 | 3 |
| 4  | Kuwait  | 3 | 0 | 0 | 3 | 1  | 6  | −5 | 0 |

| 1         | 24 juli 1992 | Italien                                     | 2 – 1           | USA               | Camp Nou                                                    |                                                             |
| 18:00 UTC | 18:00 UTC    | Alessandro Melli 15′ Demetrio Albertini 22′ | (2 – 0) Rapport | 65′ Joe-Max Moore | Barcelona Publik: 18 000 Domare: Manuel Díaz Vega (Spanien) | Barcelona Publik: 18 000 Domare: Manuel Díaz Vega (Spanien) |
| 18:00 UTC | 18:00 UTC    |                                             |                 |                   | Barcelona Publik: 18 000 Domare: Manuel Díaz Vega (Spanien) | Barcelona Publik: 18 000 Domare: Manuel Díaz Vega (Spanien) |
| 18:00 UTC | 18:00 UTC    |                                             |                 |                   | Barcelona Publik: 18 000 Domare: Manuel Díaz Vega (Spanien) | Barcelona Publik: 18 000 Domare: Manuel Díaz Vega (Spanien) |

| 2         | 24 juli 1992 | Polen                     | 2 – 0           | Kuwait | Estadio La Romareda                                              |                                                                  |
| 20:00 UTC | 20:00 UTC    | Andrzej Juskowiak 7′, 80′ | (1 – 0) Rapport |        | Zaragoza Publik: 2 000 Domare: Juan Francisco Escobar (Paraguay) | Zaragoza Publik: 2 000 Domare: Juan Francisco Escobar (Paraguay) |
| 20:00 UTC | 20:00 UTC    |                           |                 |        | Zaragoza Publik: 2 000 Domare: Juan Francisco Escobar (Paraguay) | Zaragoza Publik: 2 000 Domare: Juan Francisco Escobar (Paraguay) |
| 20:00 UTC | 20:00 UTC    |                           |                 |        | Zaragoza Publik: 2 000 Domare: Juan Francisco Escobar (Paraguay) | Zaragoza Publik: 2 000 Domare: Juan Francisco Escobar (Paraguay) |

| 10        | 27 juli 1992 | USA                                             | 3 – 1           | Kuwait             | Estadio La Romareda                                      |                                                          |
| 19:00 UTC | 19:00 UTC    | Dario Brose 56′ Manuel Lagos 79′ Steve Snow 85′ | (0 – 1) Rapport | 16′ Ali Al-Hadiyah | Zaragoza Publik: 4 500 Domare: Lim Kee Chong (Mauritius) | Zaragoza Publik: 4 500 Domare: Lim Kee Chong (Mauritius) |
| 19:00 UTC | 19:00 UTC    |                                                 |                 |                    | Zaragoza Publik: 4 500 Domare: Lim Kee Chong (Mauritius) | Zaragoza Publik: 4 500 Domare: Lim Kee Chong (Mauritius) |
| 19:00 UTC | 19:00 UTC    |                                                 |                 |                    | Zaragoza Publik: 4 500 Domare: Lim Kee Chong (Mauritius) | Zaragoza Publik: 4 500 Domare: Lim Kee Chong (Mauritius) |

| 9         | 27 juli 1992 | Italien | 0 – 3           | Polen                                                            | Estadi de Sarrià                                                      |                                                                       |
| 21:00 UTC | 21:00 UTC    |         | (0 – 1) Rapport | 5′ Andrzej Juskowiak 48′ Ryszard Staniek 90′ Grzegorz Mielcarski | Barcelona Publik: 15 000 Domare: Philip Don (England, Storbritannien) | Barcelona Publik: 15 000 Domare: Philip Don (England, Storbritannien) |
| 21:00 UTC | 21:00 UTC    |         |                 |                                                                  | Barcelona Publik: 15 000 Domare: Philip Don (England, Storbritannien) | Barcelona Publik: 15 000 Domare: Philip Don (England, Storbritannien) |
| 21:00 UTC | 21:00 UTC    |         |                 |                                                                  | Barcelona Publik: 15 000 Domare: Philip Don (England, Storbritannien) | Barcelona Publik: 15 000 Domare: Philip Don (England, Storbritannien) |

| 18        | 29 juli 1992 | USA                           | 2 – 2           | Polen                                     | Estadio La Romareda                                      |                                                          |
| 19:00 UTC | 19:00 UTC    | Erik Imler 20′ Steve Snow 85′ | (1 – 2) Rapport | 31′ Marek Koźmiński 40′ Andrzej Juskowiak | Zaragoza Publik: 3 000 Domare: Lim Kee Chong (Mauritius) | Zaragoza Publik: 3 000 Domare: Lim Kee Chong (Mauritius) |
| 19:00 UTC | 19:00 UTC    |                               |                 |                                           | Zaragoza Publik: 3 000 Domare: Lim Kee Chong (Mauritius) | Zaragoza Publik: 3 000 Domare: Lim Kee Chong (Mauritius) |
| 19:00 UTC | 19:00 UTC    |                               |                 |                                           | Zaragoza Publik: 3 000 Domare: Lim Kee Chong (Mauritius) | Zaragoza Publik: 3 000 Domare: Lim Kee Chong (Mauritius) |

| 17        | 29 juli 1992 | Italien              | 1 – 0           | Kuwait | Estadi de Sarrià                                              |                                                               |
| 21:00 UTC | 21:00 UTC    | Alessandro Melli 10′ | (1 – 0) Rapport |        | Barcelona Publik: 8 000 Domare: Arturo Brizio Carter (Mexiko) | Barcelona Publik: 8 000 Domare: Arturo Brizio Carter (Mexiko) |
| 21:00 UTC | 21:00 UTC    |                      |                 |        | Barcelona Publik: 8 000 Domare: Arturo Brizio Carter (Mexiko) | Barcelona Publik: 8 000 Domare: Arturo Brizio Carter (Mexiko) |
| 21:00 UTC | 21:00 UTC    |                      |                 |        | Barcelona Publik: 8 000 Domare: Arturo Brizio Carter (Mexiko) | Barcelona Publik: 8 000 Domare: Arturo Brizio Carter (Mexiko) |

### Grupp B
| Nr | Lag      | S | V | O | F | GM | IM | MS | P |
| -- | -------- | - | - | - | - | -- | -- | -- | - |
| 1  | Spanien  | 3 | 3 | 0 | 0 | 8  | 0  | +8 | 6 |
| 2  | Qatar    | 3 | 1 | 1 | 1 | 2  | 3  | −1 | 3 |
| 3  | Egypten  | 3 | 1 | 0 | 2 | 4  | 6  | −2 | 2 |
| 4  | Colombia | 3 | 0 | 1 | 2 | 4  | 9  | −5 | 1 |

| 3         | 24 juli 1992 | Spanien                                                                 | 4 – 0           | Colombia | Estadio Luis Casanova                                  |                                                        |
| 20:00 UTC | 20:00 UTC    | Josep Guardiola 10′ Kiko Narváez 37′ Rafael Berges 41′ Luis Enrique 69′ | (3 – 0) Rapport |          | Valencia Publik: 18 000 Domare: Markus Merk (Tyskland) | Valencia Publik: 18 000 Domare: Markus Merk (Tyskland) |
| 20:00 UTC | 20:00 UTC    |                                                                         |                 |          | Valencia Publik: 18 000 Domare: Markus Merk (Tyskland) | Valencia Publik: 18 000 Domare: Markus Merk (Tyskland) |
| 20:00 UTC | 20:00 UTC    |                                                                         |                 |          | Valencia Publik: 18 000 Domare: Markus Merk (Tyskland) | Valencia Publik: 18 000 Domare: Markus Merk (Tyskland) |

| 4         | 24 juli 1992 | Egypten | 0 – 1           | Qatar                         | Estadio Nova Creu Alta                                              |                                                                     |
| 20:00 UTC | 20:00 UTC    |         | (0 – 0) Rapport | 74′ Mubarak Mustafa Noorallah | Sabadell Publik: 2 000 Domare: Philip Don (England, Storbritannien) | Sabadell Publik: 2 000 Domare: Philip Don (England, Storbritannien) |
| 20:00 UTC | 20:00 UTC    |         |                 |                               | Sabadell Publik: 2 000 Domare: Philip Don (England, Storbritannien) | Sabadell Publik: 2 000 Domare: Philip Don (England, Storbritannien) |
| 20:00 UTC | 20:00 UTC    |         |                 |                               | Sabadell Publik: 2 000 Domare: Philip Don (England, Storbritannien) | Sabadell Publik: 2 000 Domare: Philip Don (England, Storbritannien) |

| 11        | 27 juli 1992 | Spanien                                   | 2 – 0           | Egypten | Estadio Luis Casanova                                                 |                                                                       |
| 21:00 UTC | 21:00 UTC    | Roberto Solozábal 55′ Francisco Soler 70′ | (0 – 0) Rapport |         | Valencia Publik: 15 000 Domare: Marcio Rezende de Freitas (Brasilien) | Valencia Publik: 15 000 Domare: Marcio Rezende de Freitas (Brasilien) |
| 21:00 UTC | 21:00 UTC    |                                           |                 |         | Valencia Publik: 15 000 Domare: Marcio Rezende de Freitas (Brasilien) | Valencia Publik: 15 000 Domare: Marcio Rezende de Freitas (Brasilien) |
| 21:00 UTC | 21:00 UTC    |                                           |                 |         | Valencia Publik: 15 000 Domare: Marcio Rezende de Freitas (Brasilien) | Valencia Publik: 15 000 Domare: Marcio Rezende de Freitas (Brasilien) |

| 12        | 27 juli 1992 | Colombia               | 1 – 1           | Qatar            | Estadio Nova Creu Alta                                       |                                                              |
| 19:00 UTC | 19:00 UTC    | Víctor Aristizábal 62′ | (0 – 0) Rapport | 89′ Mahmoud Souf | Sabadell Publik: 4 000 Domare: Arturo Brizio Carter (Mexiko) | Sabadell Publik: 4 000 Domare: Arturo Brizio Carter (Mexiko) |
| 19:00 UTC | 19:00 UTC    |                        |                 |                  | Sabadell Publik: 4 000 Domare: Arturo Brizio Carter (Mexiko) | Sabadell Publik: 4 000 Domare: Arturo Brizio Carter (Mexiko) |
| 19:00 UTC | 19:00 UTC    |                        |                 |                  | Sabadell Publik: 4 000 Domare: Arturo Brizio Carter (Mexiko) | Sabadell Publik: 4 000 Domare: Arturo Brizio Carter (Mexiko) |

| 19        | 29 juli 1992 | Spanien                            | 2 – 0           | Qatar | Estadio Luis Casanova                                |                                                      |
| 21:00 UTC | 21:00 UTC    | Alfonso Pérez 40′ Kiko Narváez 60′ | (1 – 0) Rapport |       | Valencia Publik: 19 300 Domare: Arturo Angeles (USA) | Valencia Publik: 19 300 Domare: Arturo Angeles (USA) |
| 21:00 UTC | 21:00 UTC    |                                    |                 |       | Valencia Publik: 19 300 Domare: Arturo Angeles (USA) | Valencia Publik: 19 300 Domare: Arturo Angeles (USA) |
| 21:00 UTC | 21:00 UTC    |                                    |                 |       | Valencia Publik: 19 300 Domare: Arturo Angeles (USA) | Valencia Publik: 19 300 Domare: Arturo Angeles (USA) |

| 20        | 29 juli 1992 | Colombia                                  | 3 – 4           | Egypten                                                             | Estadio Nova Creu Alta                                             |                                                                    |
| 19:00 UTC | 19:00 UTC    | Hermán Gaviria 9′, 84′ Víctor Pacheco 14′ | (2 – 1) Rapport | 27′ Mohamed Abdelrazik 47′ Ibrahim El-Masry 90′, 90+1′ Hady Khashba | Sabadell Publik: 4 500 Domare: Ali Bujsaim (Förenade arabemiraten) | Sabadell Publik: 4 500 Domare: Ali Bujsaim (Förenade arabemiraten) |
| 19:00 UTC | 19:00 UTC    |                                           |                 |                                                                     | Sabadell Publik: 4 500 Domare: Ali Bujsaim (Förenade arabemiraten) | Sabadell Publik: 4 500 Domare: Ali Bujsaim (Förenade arabemiraten) |
| 19:00 UTC | 19:00 UTC    |                                           |                 |                                                                     | Sabadell Publik: 4 500 Domare: Ali Bujsaim (Förenade arabemiraten) | Sabadell Publik: 4 500 Domare: Ali Bujsaim (Förenade arabemiraten) |

### Grupp C
| Nr | Lag      | S | V | O | F | GM | IM | MS | P |
| -- | -------- | - | - | - | - | -- | -- | -- | - |
| 1  | Sverige  | 3 | 1 | 2 | 0 | 5  | 1  | +4 | 4 |
| 2  | Paraguay | 3 | 1 | 2 | 0 | 3  | 1  | +2 | 4 |
| 3  | Sydkorea | 3 | 0 | 3 | 0 | 2  | 2  | 0  | 3 |
| 4  | Marocko  | 3 | 0 | 1 | 2 | 2  | 8  | −6 | 1 |

| 5         | 26 juli 1992 | Sverige | 0 – 0   | Paraguay | Camp Nou                                                  |                                                           |
| 21:00 UTC | 21:00 UTC    |         | Rapport |          | Barcelona Publik: 15 000 Domare: Lube Spassov (Bulgarien) | Barcelona Publik: 15 000 Domare: Lube Spassov (Bulgarien) |
| 21:00 UTC | 21:00 UTC    |         |         |          | Barcelona Publik: 15 000 Domare: Lube Spassov (Bulgarien) | Barcelona Publik: 15 000 Domare: Lube Spassov (Bulgarien) |
| 21:00 UTC | 21:00 UTC    |         |         |          | Barcelona Publik: 15 000 Domare: Lube Spassov (Bulgarien) | Barcelona Publik: 15 000 Domare: Lube Spassov (Bulgarien) |

| 6         | 26 juli 1992 | Marocko         | 1 – 1           | Sydkorea            | Estadio Luis Casanova                               |                                                     |
| 21:00 UTC | 21:00 UTC    | Ahmed Bahja 64′ | (0 – 0) Rapport | Jung Kwang-Seok 73′ | Valencia Publik: 2 000 Domare: Arturo Angeles (USA) | Valencia Publik: 2 000 Domare: Arturo Angeles (USA) |
| 21:00 UTC | 21:00 UTC    |                 |                 |                     | Valencia Publik: 2 000 Domare: Arturo Angeles (USA) | Valencia Publik: 2 000 Domare: Arturo Angeles (USA) |
| 21:00 UTC | 21:00 UTC    |                 |                 |                     | Valencia Publik: 2 000 Domare: Arturo Angeles (USA) | Valencia Publik: 2 000 Domare: Arturo Angeles (USA) |

| 13        | 28 juli 1992 | Sverige                                                | 4 – 0           | Marocko | Estadio Nova Creu Alta                                       |                                                              |
| 19:00 UTC | 19:00 UTC    | Tomas Brolin 14′, 69′ Håkan Mild 20′ Jonny Rödlund 57′ | (2 – 0) Rapport |         | Sabadell Publik: 5 000 Domare: José Torres Cadena (Colombia) | Sabadell Publik: 5 000 Domare: José Torres Cadena (Colombia) |
| 19:00 UTC | 19:00 UTC    |                                                        |                 |         | Sabadell Publik: 5 000 Domare: José Torres Cadena (Colombia) | Sabadell Publik: 5 000 Domare: José Torres Cadena (Colombia) |
| 19:00 UTC | 19:00 UTC    |                                                        |                 |         | Sabadell Publik: 5 000 Domare: José Torres Cadena (Colombia) | Sabadell Publik: 5 000 Domare: José Torres Cadena (Colombia) |

| 14        | 28 juli 1992 | Paraguay | 0 – 0   | Sydkorea | Estadio Luis Casanova                                    |                                                          |
| 21:00 UTC | 21:00 UTC    |          | Rapport |          | Valencia Publik: 2 000 Domare: Mohamed Sendid (Algeriet) | Valencia Publik: 2 000 Domare: Mohamed Sendid (Algeriet) |
| 21:00 UTC | 21:00 UTC    |          |         |          | Valencia Publik: 2 000 Domare: Mohamed Sendid (Algeriet) | Valencia Publik: 2 000 Domare: Mohamed Sendid (Algeriet) |
| 21:00 UTC | 21:00 UTC    |          |         |          | Valencia Publik: 2 000 Domare: Mohamed Sendid (Algeriet) | Valencia Publik: 2 000 Domare: Mohamed Sendid (Algeriet) |

| 21        | 30 juli 1992 | Sverige           | 1 – 1           | Sydkorea         | Camp Nou                                                    |                                                             |
| 21:00 UTC | 21:00 UTC    | Jonny Rödlund 52′ | (0 – 1) Rapport | 28′ Seo Jung-Won | Barcelona Publik: 12 000 Domare: Manuel Díaz Vega (Spanien) | Barcelona Publik: 12 000 Domare: Manuel Díaz Vega (Spanien) |
| 21:00 UTC | 21:00 UTC    |                   |                 |                  | Barcelona Publik: 12 000 Domare: Manuel Díaz Vega (Spanien) | Barcelona Publik: 12 000 Domare: Manuel Díaz Vega (Spanien) |
| 21:00 UTC | 21:00 UTC    |                   |                 |                  | Barcelona Publik: 12 000 Domare: Manuel Díaz Vega (Spanien) | Barcelona Publik: 12 000 Domare: Manuel Díaz Vega (Spanien) |

| 22        | 30 juli 1992 | Paraguay                                                  | 3 – 1           | Marocko               | Estadio Luis Casanova                                 |                                                       |
| 21:00 UTC | 21:00 UTC    | Francisco Arce 43′ Mauro Caballero 57′ Carlos Gamarra 70′ | (1 – 0) Rapport | 87′ Noureddine Naybet | Valencia Publik: 2 000 Domare: Markus Merk (Tyskland) | Valencia Publik: 2 000 Domare: Markus Merk (Tyskland) |
| 21:00 UTC | 21:00 UTC    |                                                           |                 |                       | Valencia Publik: 2 000 Domare: Markus Merk (Tyskland) | Valencia Publik: 2 000 Domare: Markus Merk (Tyskland) |
| 21:00 UTC | 21:00 UTC    |                                                           |                 |                       | Valencia Publik: 2 000 Domare: Markus Merk (Tyskland) | Valencia Publik: 2 000 Domare: Markus Merk (Tyskland) |

### Grupp D
| Nr | Lag        | S | V | O | F | GM | IM | MS | P |
| -- | ---------- | - | - | - | - | -- | -- | -- | - |
| 1  | Ghana      | 3 | 1 | 2 | 0 | 4  | 2  | +2 | 4 |
| 2  | Australien | 3 | 1 | 1 | 1 | 5  | 4  | +1 | 3 |
| 3  | Mexiko     | 3 | 0 | 3 | 0 | 3  | 3  | 0  | 3 |
| 4  | Danmark    | 3 | 0 | 2 | 1 | 1  | 4  | −3 | 2 |

| 7         | 26 juli 1992 | Danmark           | 1 – 1           | Mexiko                       | Estadio La Romareda                                   |                                                       |
| 19:00 UTC | 19:00 UTC    | Claus Thomsen 85′ | (0 – 1) Rapport | 39′ (str.) Francisco Rottlán | Zaragoza Publik: 8 000 Domare: Fabio Baldas (Italien) | Zaragoza Publik: 8 000 Domare: Fabio Baldas (Italien) |
| 19:00 UTC | 19:00 UTC    |                   |                 |                              | Zaragoza Publik: 8 000 Domare: Fabio Baldas (Italien) | Zaragoza Publik: 8 000 Domare: Fabio Baldas (Italien) |
| 19:00 UTC | 19:00 UTC    |                   |                 |                              | Zaragoza Publik: 8 000 Domare: Fabio Baldas (Italien) | Zaragoza Publik: 8 000 Domare: Fabio Baldas (Italien) |

| 8         | 26 juli 1992 | Ghana                                  | 3 – 1           | Australien        | Estadio Nova Creu Alta                                             |                                                                    |
| 19:00 UTC | 19:00 UTC    | Mohammed Gargo 15′ Kwame Ayew 80′, 90′ | (1 – 0) Rapport | 90+1′ Tony Vidmar | Sabadell Publik: 4 000 Domare: Ali Bujsaim (Förenade arabemiraten) | Sabadell Publik: 4 000 Domare: Ali Bujsaim (Förenade arabemiraten) |
| 19:00 UTC | 19:00 UTC    |                                        |                 |                   | Sabadell Publik: 4 000 Domare: Ali Bujsaim (Förenade arabemiraten) | Sabadell Publik: 4 000 Domare: Ali Bujsaim (Förenade arabemiraten) |
| 19:00 UTC | 19:00 UTC    |                                        |                 |                   | Sabadell Publik: 4 000 Domare: Ali Bujsaim (Förenade arabemiraten) | Sabadell Publik: 4 000 Domare: Ali Bujsaim (Förenade arabemiraten) |

| 15        | 28 juli 1992 | Danmark | 0 – 0   | Ghana | Estadio La Romareda                                            |                                                                |
| 19:00 UTC | 19:00 UTC    |         | Rapport |       | Zaragoza Publik: 5 000 Domare: Juan Francisco Escobar (Ungern) | Zaragoza Publik: 5 000 Domare: Juan Francisco Escobar (Ungern) |
| 19:00 UTC | 19:00 UTC    |         |         |       | Zaragoza Publik: 5 000 Domare: Juan Francisco Escobar (Ungern) | Zaragoza Publik: 5 000 Domare: Juan Francisco Escobar (Ungern) |
| 19:00 UTC | 19:00 UTC    |         |         |       | Zaragoza Publik: 5 000 Domare: Juan Francisco Escobar (Ungern) | Zaragoza Publik: 5 000 Domare: Juan Francisco Escobar (Ungern) |

| 16        | 28 juli 1992 | Mexiko              | 1 – 1           | Australien           | Estadi de Sarrià                                        |                                                         |
| 21:00 UTC | 21:00 UTC    | Jorge Castañeda 63′ | (0 – 1) Rapport | 20′ Zlatko Arambasic | Barcelona Publik: 10 000 Domare: Kiichiro Tachi (Japan) | Barcelona Publik: 10 000 Domare: Kiichiro Tachi (Japan) |
| 21:00 UTC | 21:00 UTC    |                     |                 |                      | Barcelona Publik: 10 000 Domare: Kiichiro Tachi (Japan) | Barcelona Publik: 10 000 Domare: Kiichiro Tachi (Japan) |
| 21:00 UTC | 21:00 UTC    |                     |                 |                      | Barcelona Publik: 10 000 Domare: Kiichiro Tachi (Japan) | Barcelona Publik: 10 000 Domare: Kiichiro Tachi (Japan) |

| 23        | 30 juli 1992 | Danmark | 0 – 3           | Australien                                         | Estadio La Romareda                                   |                                                       |
| 19:00 UTC | 19:00 UTC    |         | (0 – 1) Rapport | 32′ John Markovski 60′ Damian Mori 75′ Tony Vidmar | Zaragoza Publik: 3 000 Domare: Fabio Baldas (Italien) | Zaragoza Publik: 3 000 Domare: Fabio Baldas (Italien) |
| 19:00 UTC | 19:00 UTC    |         |                 |                                                    | Zaragoza Publik: 3 000 Domare: Fabio Baldas (Italien) | Zaragoza Publik: 3 000 Domare: Fabio Baldas (Italien) |
| 19:00 UTC | 19:00 UTC    |         |                 |                                                    | Zaragoza Publik: 3 000 Domare: Fabio Baldas (Italien) | Zaragoza Publik: 3 000 Domare: Fabio Baldas (Italien) |

| 24        | 20 juli 1992 | Mexiko                | 1 – 1           | Ghana          | Estadio Nova Creu Alta                                       |                                                              |
| 19:00 UTC | 19:00 UTC    | Francisco Rottlán 30′ | (1 – 0) Rapport | 79′ Kwame Ayew | Sabadell Publik: 6 000 Domare: José Torres Cadena (Colombia) | Sabadell Publik: 6 000 Domare: José Torres Cadena (Colombia) |
| 19:00 UTC | 19:00 UTC    |                       |                 |                | Sabadell Publik: 6 000 Domare: José Torres Cadena (Colombia) | Sabadell Publik: 6 000 Domare: José Torres Cadena (Colombia) |
| 19:00 UTC | 19:00 UTC    |                       |                 |                | Sabadell Publik: 6 000 Domare: José Torres Cadena (Colombia) | Sabadell Publik: 6 000 Domare: José Torres Cadena (Colombia) |

## Slutspel

### Slutspelsträd
|  | Kvartsfinaler         | Kvartsfinaler         |                       |   | Semifinaler | Semifinaler |  |  | Final | Final |
|  |                       |                       |                       |   |             |             |  |  |       |       |
|  | 1 augusti - Valencia  |                       |                       |   |             |             |  |  |       |       |
|  |                       |                       |                       |   |             |             |  |  |       |       |
|  | Spanien               | 1                     |                       |   |             |             |  |  |       |       |
|  | Spanien               | 1                     | 5 augusti - Valencia  |   |             |             |  |  |       |       |
|  | Italien               | 0                     |                       |   |             |             |  |  |       |       |
|  | Italien               | 0                     | Spanien               | 2 |             |             |  |  |       |       |
|  | 1 augusti - Barcelona |                       | Spanien               | 2 |             |             |  |  |       |       |
|  |                       | Ghana                 | 0                     |   |             |             |  |  |       |       |
|  | Paraguay              | Ghana                 | 0                     | 2 |             |             |  |  |       |       |
|  | Paraguay              |                       | 8 augusti - Barcelona | 2 |             |             |  |  |       |       |
|  | Ghana                 | 4                     |                       |   |             |             |  |  |       |       |
|  | Ghana                 | 4                     | Polen                 | 2 |             |             |  |  |       |       |
|  | 2 augusti - Zaragoza  |                       | Polen                 | 2 |             |             |  |  |       |       |
|  |                       | Spanien               | 3                     |   |             |             |  |  |       |       |
|  | Polen (e.f.)          | Spanien               | 3                     | 2 |             |             |  |  |       |       |
|  | Polen (e.f.)          | 5 augusti - Barcelona |                       | 2 |             |             |  |  |       |       |
|  | Qatar                 | 0                     |                       |   |             |             |  |  |       |       |
|  | Qatar                 | 0                     | Polen                 | 6 |             |             |  |  |       |       |
|  | 2 augusti - Barcelona |                       | Polen                 | 6 |             |             |  |  |       |       |
|  |                       | Australien            | 1                     |   | Bronsmatch  | Bronsmatch  |  |  |       |       |
|  | Sverige               | Australien            | 1                     | 1 | Bronsmatch  | Bronsmatch  |  |  |       |       |
|  | Sverige               |                       | 7 augusti - Barcelona | 1 |             |             |  |  |       |       |
|  | Australien            | 2                     |                       |   |             |             |  |  |       |       |
|  | Australien            | 2                     | Australien            | 0 |             |             |  |  |       |       |
|  |                       |                       |                       |   |             |             |  |  |       |       |
|  | Ghana                 | 1                     |                       |   |             |             |  |  |       |       |
|  | Ghana                 | 1                     |                       |   |             |             |  |  |       |       |

### Kvartsfinaler
| 26        | 1 augusti 1992 | Spanien          | 1 – 0           | Italien | Estadio Luis Casanova                                                 |                                                                       |
| 19:00 UTC | 19:00 UTC      | Kiko Narváez 38′ | (1 – 0) Rapport |         | Valencia Publik: 28 000 Domare: Marcio Rezende de Freitas (Brasilien) | Valencia Publik: 28 000 Domare: Marcio Rezende de Freitas (Brasilien) |
| 19:00 UTC | 19:00 UTC      |                  |                 |         | Valencia Publik: 28 000 Domare: Marcio Rezende de Freitas (Brasilien) | Valencia Publik: 28 000 Domare: Marcio Rezende de Freitas (Brasilien) |
| 19:00 UTC | 19:00 UTC      |                  |                 |         | Valencia Publik: 28 000 Domare: Marcio Rezende de Freitas (Brasilien) | Valencia Publik: 28 000 Domare: Marcio Rezende de Freitas (Brasilien) |

| 25        | 1 augusti 1992 | Polen                                     | 2 – 0           | Qatar | Camp Nou                                                   |                                                            |
| 21:30 UTC | 21:30 UTC      | Wojciech Kowalczyk 42′ Marcin Jałocha 74′ | (1 – 0) Rapport |       | Barcelona Publik: 25 000 Domare: Mohamed Sendid (Algeriet) | Barcelona Publik: 25 000 Domare: Mohamed Sendid (Algeriet) |
| 21:30 UTC | 21:30 UTC      |                                           |                 |       | Barcelona Publik: 25 000 Domare: Mohamed Sendid (Algeriet) | Barcelona Publik: 25 000 Domare: Mohamed Sendid (Algeriet) |
| 21:30 UTC | 21:30 UTC      |                                           |                 |       | Barcelona Publik: 25 000 Domare: Mohamed Sendid (Algeriet) | Barcelona Publik: 25 000 Domare: Mohamed Sendid (Algeriet) |

| 28        | 2 augusti 1992 | Ghana                                              | 0000 4 – 2 (e.fl.) | Paraguay                                    | Estadio La Romareda                                                |                                                                    |
| 19:00 UTC | 19:00 UTC      | Joachin Yaw Acheampong 78′ (sjm.) Jorge Campos 81′ | (1 – 0) Rapport    | 17′, 55′, 120+1′ Kwame Ayew 114′ Oli Rahman | Zaragoza Publik: 5 000 Domare: Ali Bujsaim (Förenade arabemiraten) | Zaragoza Publik: 5 000 Domare: Ali Bujsaim (Förenade arabemiraten) |
| 19:00 UTC | 19:00 UTC      |                                                    |                    |                                             | Zaragoza Publik: 5 000 Domare: Ali Bujsaim (Förenade arabemiraten) | Zaragoza Publik: 5 000 Domare: Ali Bujsaim (Förenade arabemiraten) |
| 19:00 UTC | 19:00 UTC      |                                                    |                    |                                             | Zaragoza Publik: 5 000 Domare: Ali Bujsaim (Förenade arabemiraten) | Zaragoza Publik: 5 000 Domare: Ali Bujsaim (Förenade arabemiraten) |

| 27        | 2 augusti 1992 | Sverige              | 1 – 2           | Australien                          | Camp Nou                                                       |                                                                |
| 21:30 UTC | 21:30 UTC      | Patrik Andersson 60′ | (0 – 1) Rapport | 30′ John Markovski 53′ Shaun Murphy | Barcelona Publik: 30 000 Domare: Arturo Brizio Carter (Mexiko) | Barcelona Publik: 30 000 Domare: Arturo Brizio Carter (Mexiko) |
| 21:30 UTC | 21:30 UTC      |                      |                 |                                     | Barcelona Publik: 30 000 Domare: Arturo Brizio Carter (Mexiko) | Barcelona Publik: 30 000 Domare: Arturo Brizio Carter (Mexiko) |
| 21:30 UTC | 21:30 UTC      |                      |                 |                                     | Barcelona Publik: 30 000 Domare: Arturo Brizio Carter (Mexiko) | Barcelona Publik: 30 000 Domare: Arturo Brizio Carter (Mexiko) |

### Semifinaler
| 30        | 5 augusti 1992 | Spanien                                  | 2 – 0           | Ghana | Estadio Luis Casanova                                         |                                                               |
| 19:00 UTC | 19:00 UTC      | Abelardo Fernández 25′ Rafael Berges 55′ | (1 – 0) Rapport |       | Valencia Publik: 15 000 Domare: Arturo Brizio Carter (Mexiko) | Valencia Publik: 15 000 Domare: Arturo Brizio Carter (Mexiko) |
| 19:00 UTC | 19:00 UTC      |                                          |                 |       | Valencia Publik: 15 000 Domare: Arturo Brizio Carter (Mexiko) | Valencia Publik: 15 000 Domare: Arturo Brizio Carter (Mexiko) |
| 19:00 UTC | 19:00 UTC      |                                          |                 |       | Valencia Publik: 15 000 Domare: Arturo Brizio Carter (Mexiko) | Valencia Publik: 15 000 Domare: Arturo Brizio Carter (Mexiko) |

| 29        | 5 augusti 1992 | Polen                                                                               | 6 – 1           | Australien     | Camp Nou                                                               |                                                                        |
| 21:30 UTC | 21:30 UTC      | Wojciech Kowalczyk 27′, 88′ Andrzej Juskowiak 43′, 52′, 78′ Shaun Murphy 67′ (sjm.) | (2 – 1) Rapport | 35′ Carl Veart | Barcelona Publik: 45 000 Domare: Marcio Rezende de Freitas (Brasilien) | Barcelona Publik: 45 000 Domare: Marcio Rezende de Freitas (Brasilien) |
| 21:30 UTC | 21:30 UTC      |                                                                                     |                 |                | Barcelona Publik: 45 000 Domare: Marcio Rezende de Freitas (Brasilien) | Barcelona Publik: 45 000 Domare: Marcio Rezende de Freitas (Brasilien) |
| 21:30 UTC | 21:30 UTC      |                                                                                     |                 |                | Barcelona Publik: 45 000 Domare: Marcio Rezende de Freitas (Brasilien) | Barcelona Publik: 45 000 Domare: Marcio Rezende de Freitas (Brasilien) |

### Bronsmatch
| 31        | 7 augusti 1992 | Australien | 0 – 1           | Ghana           | Camp Nou                                                    |                                                             |
| 20:00 UTC | 20:00 UTC      |            | (0 – 1) Rapport | 19′ Isaac Asare | Barcelona Publik: 15 000 Domare: Manuel Díaz Vega (Spanien) | Barcelona Publik: 15 000 Domare: Manuel Díaz Vega (Spanien) |
| 20:00 UTC | 20:00 UTC      |            |                 |                 | Barcelona Publik: 15 000 Domare: Manuel Díaz Vega (Spanien) | Barcelona Publik: 15 000 Domare: Manuel Díaz Vega (Spanien) |
| 20:00 UTC | 20:00 UTC      |            |                 |                 | Barcelona Publik: 15 000 Domare: Manuel Díaz Vega (Spanien) | Barcelona Publik: 15 000 Domare: Manuel Díaz Vega (Spanien) |

### Final
| 32        | 8 augusti 1992 | Polen                                      | 2 – 3           | Spanien                                      | Camp Nou                                                       |                                                                |
| 20:00 UTC | 20:00 UTC      | Wojciech Kowalczyk 44′ Ryszard Staniek 76′ | (1 – 0) Rapport | 65′ Abelardo Fernández 72′, 90′ Kiko Narváez | Barcelona Publik: 95 000 Domare: José Torres Cadena (Colombia) | Barcelona Publik: 95 000 Domare: José Torres Cadena (Colombia) |
| 20:00 UTC | 20:00 UTC      |                                            |                 |                                              | Barcelona Publik: 95 000 Domare: José Torres Cadena (Colombia) | Barcelona Publik: 95 000 Domare: José Torres Cadena (Colombia) |
| 20:00 UTC | 20:00 UTC      |                                            |                 |                                              | Barcelona Publik: 95 000 Domare: José Torres Cadena (Colombia) | Barcelona Publik: 95 000 Domare: José Torres Cadena (Colombia) |

## Medaljörer
| Gren   | Guld | Silver | Brons |
| Herrar | Spanien José Emilio Amavisca Rafael Berges Santiago Cañizares Abelardo Albert Ferrer Josep Guardiola Miguel Hernández Antonio Jiménez Sistachs Mikel Lasa Juan Manuel López Javier Manjarín Luis Enrique Kiko Narváez Alfonso Pérez Muñoz Antonio Pinilla Francisco Soler Atencia Gabriel Vidal Roberto Solozábal David Villabona Francisco Veza | Polen Dariusz Adamczuk Marek Bajor Jerzy Brzęczek Marek Koźmiński Dariusz Gęsior Marcin Jałocha Tomasz Łapiński Tomasz Wałdoch Aleksander Kłak Andrzej Kobylański Ryszard Staniek Wojciech Kowalczyk Andrzej Juskowiak Grzegorz Mielcarski Piotr Świerczewski Mirosław Walogóra Dariusz Koseła Arkadiusz Onyszko Dariusz Szubert Tomasz Wieszczycki | Ghana Joachin Yaw Acheampong Simon Addo Sammi Adjei Maxwell Konadu Mamood Amadu Isaac Asare Frank Amankwah Nii Lamptey Bernard Aryee Kwame Ayew Mohammed Gargo Mohammed Kalilu Ibrahim Dossey Samuel Osei Kuffour Samuel Kumah Anthony Mensah Alex Nyarko Yaw Preko Shamo Quaye Oli Rahman |

## Skytteligan
7 mål
- Andrzej Juskowiak

6 mål
- Kwame Ayew
- Wojciech Kowalczyk
- Kiko